# Carolina Bescansa
Carolina Bescansa Hernández (Santiago de Compostela, 13 de febrero de 1971) es una socióloga, politóloga, profesora universitaria y política española, cofundadora de Podemos. 
Fue diputada electa de Podemos en el Congreso por Madrid en la XI y XII legislaturas. Distanciada de la dirección de Podemos, se adscribió a la coalición Más País-Equo, por la que fue cabeza de lista en la circunscripción de La Coruña en las elecciones generales de noviembre de 2019, aunque no consiguió escaño.

## Carrera profesional
Con dieciocho años, Carolina Bescansa se trasladó a Granada para estudiar Sociología y Ciencias Políticas.
Continuó sus estudios en Madrid, donde se especializó en Derecho Constitucional y Ciencia Política. A continuación, en 1999-2000 curso un EAP (o UCEAP, University of California Education Abroad Program Programa de Educación en Extranjero) en el Departamento de Sociología de la Universidad de California en San Diego.
En 1995 comenzó a impartir clases en la Universidad Complutense de Madrid, donde es profesora de Metodología en la Facultad de Ciencias Políticas y Sociología.

## Trayectoria política
Carolina Bescansa, Pablo Iglesias y Juan Carlos Monedero registraron Podemos como partido político el 11 de marzo de 2014. Aunque este hecho la convierte en fundadora de la formación, Carolina Bescansa lo interpreta como un mero formalismo.
Tras las elecciones europeas de 2014, en cuyas listas no fue, Carolina Bescansa aumentó la frecuencia de sus apariciones en actos del partido y en tertulias televisivas. El 15 de noviembre de 2014, en la clausura de la Asamblea Ciudadana Sí Se Puede, Carolina Bescansa fue elegida miembro del Consejo Ciudadano (la dirección del partido) con cerca del 85 % de los votos, convirtiéndose así en la mujer con la mayor responsabilidad de representación del partido.
En 2015 ocupó el segundo puesto en la lista de Podemos al Congreso de los Diputados por la circunscripción de Madrid en las elecciones generales y logró el escaño. El día de la constitución de las Cortes Generales, anunció su candidatura a la presidencia del Congreso de los Diputados y compitió contra el candidato pactado por PP, PSOE y Cs, el exlehendakari socialista Patxi López. En las votaciones obtuvo el respaldo de 71 diputados (los 69 de las candidaturas integradas por Podemos más los 2 de Unidad Popular), que no fueron suficientes para superar los 130 conseguidos por López (90 del PSOE y 40 de Cs).
En abril de 2016, Bescansa presentó una demanda contra el periodista radiofónico Federico Jiménez Losantos por insinuar que el bébé de la diputada iba drogado cuando ella lo llevó a una sesión del Congreso: «A lo mejor hacía lo de antaño, o el chupete con anís o el válium, y el niño a dormir, el niño grogui, que es como pedían limosna los rumanos». En septiembre de 2017 Becansa ganó su demanda contra Losantos: el periodista y su medio, Libertad Digital S. A., fueron condenados por el juez a indemnizar con 5.000 euros a la diputada «por intromisión ilegítima en el derecho al honor».
El 1 de febrero de 2017, días antes de la II Asamblea Ciudadana Estatal, Bescansa abandonó su puesto como secretaria de Análisis Político y Social de Podemos, junto al secretario de Economía del partido, Nacho Álvarez.
En octubre de 2018, se midió a Antón Gómez-Reino, en la tercera asamblea ciudadana de Podemos en Galicia, para presidir la secretaría general de Podemos en dicha comunidad: perdió al obtener 1400 puntos (45,02% de los votos) frente a los 1710 (54.98%) de Gómez-Reino.
Distanciada de la dirección de Podemos, Bescansa es designada en octubre de 2019 como candidata a diputada en el número 1 de la lista en la circunscripción de La Coruña de la coalición electoral Más País-Equo de cara a las elecciones generales de noviembre de 2019, no consiguiendo escaño.

## Vida personal
Carolina Bescansa es nieta de Ricardo Bescansa Castilla, fundador de los Laboratorios Bescansa y regente de una conocida farmacia compostelana, y sobrina de Ricardo Bescansa Martínez, fundador de Televés. Su padre, el anestesista Fermín Bescansa, fue uno de los pioneros de la anestesia en Galicia y ocupó la presidencia de la Sociedad Gallega de Anestesia. Es madre de dos hijos.